# ウェイン・ヘンダーソン
ウェイン・ヘンダーソン（Wayne Henderson、1939年9月24日 - 2014年4月5日）はアメリカ合衆国のトロンボーン奏者。ザ・クルセイダーズのメンバーだったことで知られている。

## 経歴
ヒューストン出身。高校時代にジョー・サンプル、ウィルトン・フェルダー、スティックス・フーパーと共にグループを結成。何度かグループ名を変えた後にジャズ・クルセイダーズとしてロサンゼルスに拠点を移して活動するようになった。クルセイダーズはフュージョンの先駆けグループとして、次第に注目を集めていった。
1970年代に入るとフュージョン・ブームに乗って、更に人気を獲得。後に独立してフュージョンの代表的ギタリストとなるラリー・カールトンが加入したこともあり、クルセイダーズはヒット曲を次々と世に送り出していった。そんな中、1976年にヘンダーソンは、プロデュース業に専念するためグループ脱退を決意する。
プロデュース業では、ビリー・コブハム、ナラダ・マイケル・ウォルデン、チコ・ハミルトンなどの作品プロデュースを手掛けた。
ヘンダーソンの脱退後もクルセイダーズの人気は高まっていったが、メンバー間での意見の対立やレコード会社とのトラブルなどもあり、1983年にはスティックス・フーパーも脱退。残ったジョー・サンプルとウィルトン・フェルダーは、ゲスト・ミュージシャンを招いて活動していたが、このユニットも活動を完全に休止してしまう。
しかし、1992年に突如としてヘンダーソンがフェルダーとユニットを組んで複数のアルバムを発表。1995年にはラリー・カールトンも加わり、「ジャズ・クルセイダーズ」としての活動を再開した。これ以降、いずれかのメンバーが揃って活動することが多くなり、クルセイダーズを復活させるきっかけになった。
2003年の活動時には、メンバーの中で唯一不参加だったヘンダーソンだが、2010年にジョー・サンプルと来日してライブを行った他、カリフォルニア州パラデナにあるカルフォルニア音楽学院で教鞭もとるなど、音楽活動を続けていた。
兼ねてから糖尿病を煩って闘病していたが、心不全により2014年4月、74歳で死去。

## ディスコグラフィ

### リーダー・アルバム
- 『ザ・フリーダム・サウンズ feat ウェイン・ヘンダーソン ピープル・ゲット・レディ』 - The Freedom Sounds fest. Wayne Henderson People Get Ready (1968年、Atlantic)
- 『ザ・フリーダム・サウンズ feat ウェイン・ヘンダーソン ソウル・サウンド・システム』 - The Freedom Sounds fest. Wayne Henderson Soul Sound System (1969年、Atlantic)
- 『アット・ビッグ・ダディーズ』 - At Big Daddies (1977年、ABC)
- 『ダディーズ・プレイス』 - Big Daddy's Place (1977年、ABC)
- 『リヴィング・オン・ア・ドリーム』 - Living on a Dream (1978年、Polydor)
- 『ステップ・イン・トゥ・オアー・ライフ』 - Step in to Our Life (1978年、Polydor) ※ロイ・エアーズとの共作
- 『エンファ・サイズド』 - Emphasized (1979年、Polydor) ※ロイ・エアーズとの共作
- 『ロイ・エアーズ/ウェイン・ヘンダーソン プライム・タイム』 - Roy Ayers/Wayne Henderson Prime Time (1980年、Polydor) ※ロイ・エアーズとの共作
- 『バック・トゥ・ザ・グルーヴ』 - Back To The Groove (1992年) ※ウェイン・ヘンダーソン＆ネクスト・クルセイド 名義
- 『スケッチ・オブ・ライフ』 - Sketches of Life (1993年) ※ウェイン・ヘンダーソン＆ネクスト・クルセイド 名義